# Roberto Barros Filho
Roberto Barros Filho (Rio Branco-AC, ) é um ex-político brasileiro.
Roberto foi deputado estadual no Acre e responde a processo pela morte da desembargadora Denise Bonfim e do secretário de Polícia Civil, Emylson Farias, denúncias estas feitas pelo próprio irmão.
Roberto já cumpria pena de cinco anos de prisão sob a acusação de atear fogo na própria casa para fraudar uma seguradora.